# PCD8544 (дисплей)
Philips PCD8544 — драйвер LCD-дисплеїв мобільних телефонів Nokia 5110 та Nokia 3310.

## Характеристики
Дисплей з цим драйвером відомий як «PCD8544 display», «Nokia 5110 display» та «Nokia 3310 display».
- Тип: монохромний рідкокристалічний дисплей
- Драйвер: Philips PCD8544
- Інтерфейс: SPI (Serial Peripheral Interface)[4]
- Кількість контактів: 8
- Роздільна здатність:
  - 84×48 пікселів (Nokia 5110/5110i/5120/5125/Nokia 5130[en]/5160, Nokia 6110/6120/6130/6138/6150/6160/6190, Nokia 3210/3310/3315/3330/3350[5])
  - 96×60 пікселів (Nokia 6210[en][5][6])
- Крок пікселів: 0,39 мм
- Розмір робочого поля дисплея: 31×19 мм
- Діагональ дисплея: 1,5 дюйми
- Розмір плати: 43×45 мм
- Режими роботи: 4
  1. нормальний (чорне на білому)
  2. інверсія зображення (біле на чорному)
  3. порожній екран (вимкнено)
  4. заповнений екран (усі пікселі увімкнено)
- Підсвітка: світлодіодна (4 діода, по 2 зліва та справа)
- Напруга живлення: 2,7..3,3 V (постійний струм)
- Струм споживання дисплея: до 5 mA
- Струм споживання підсвітки: 10 mA
- Діапазон температур: 0..+50 ℃
- Швидкість приймання данних: до 4 Мбіт/c

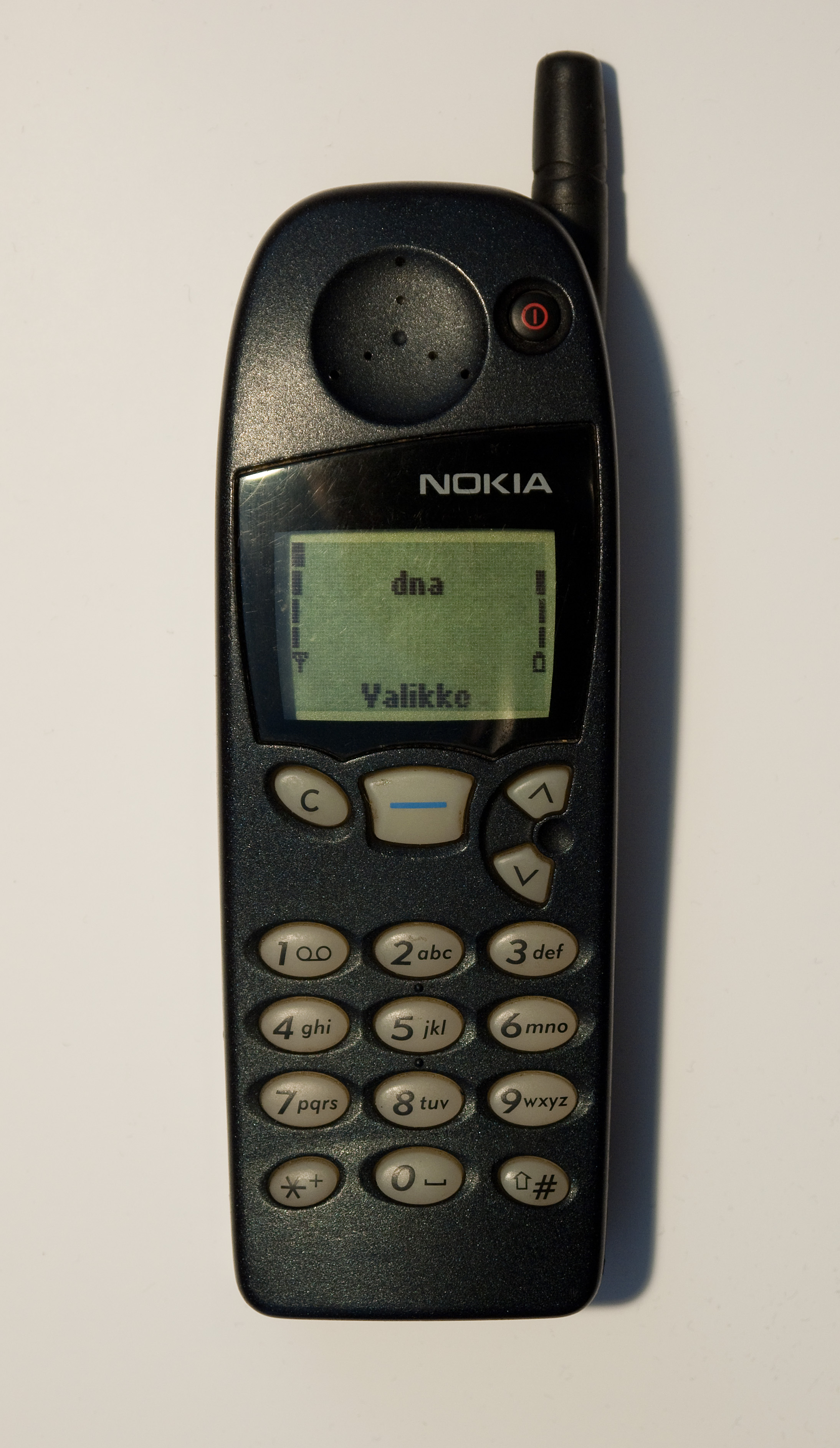
Відображення: текст, цифрова і нескладна графічна інформація[7][8][9][10]  - Nokia 5110 (84×48)
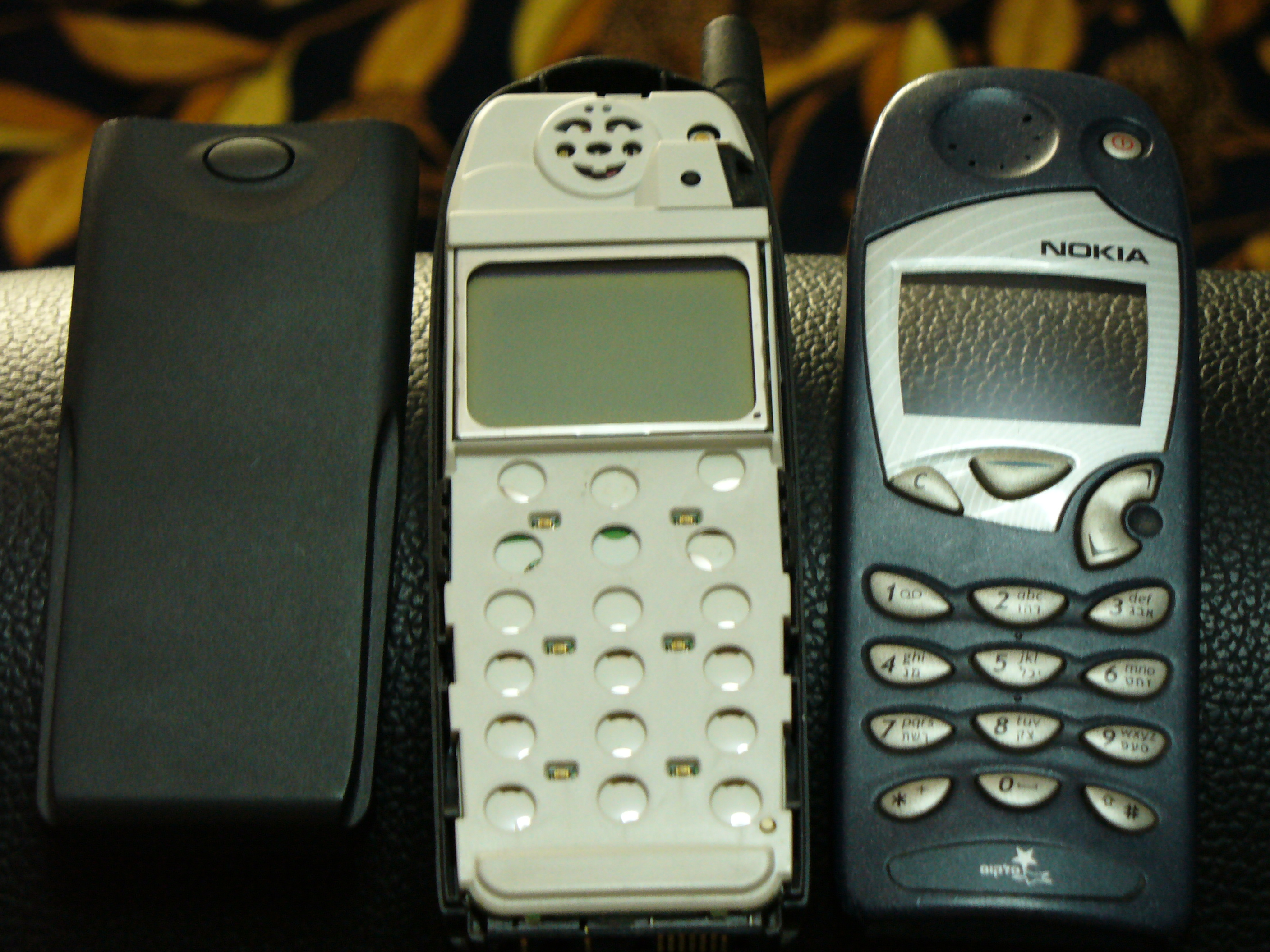
Nokia 5125 (84×48)
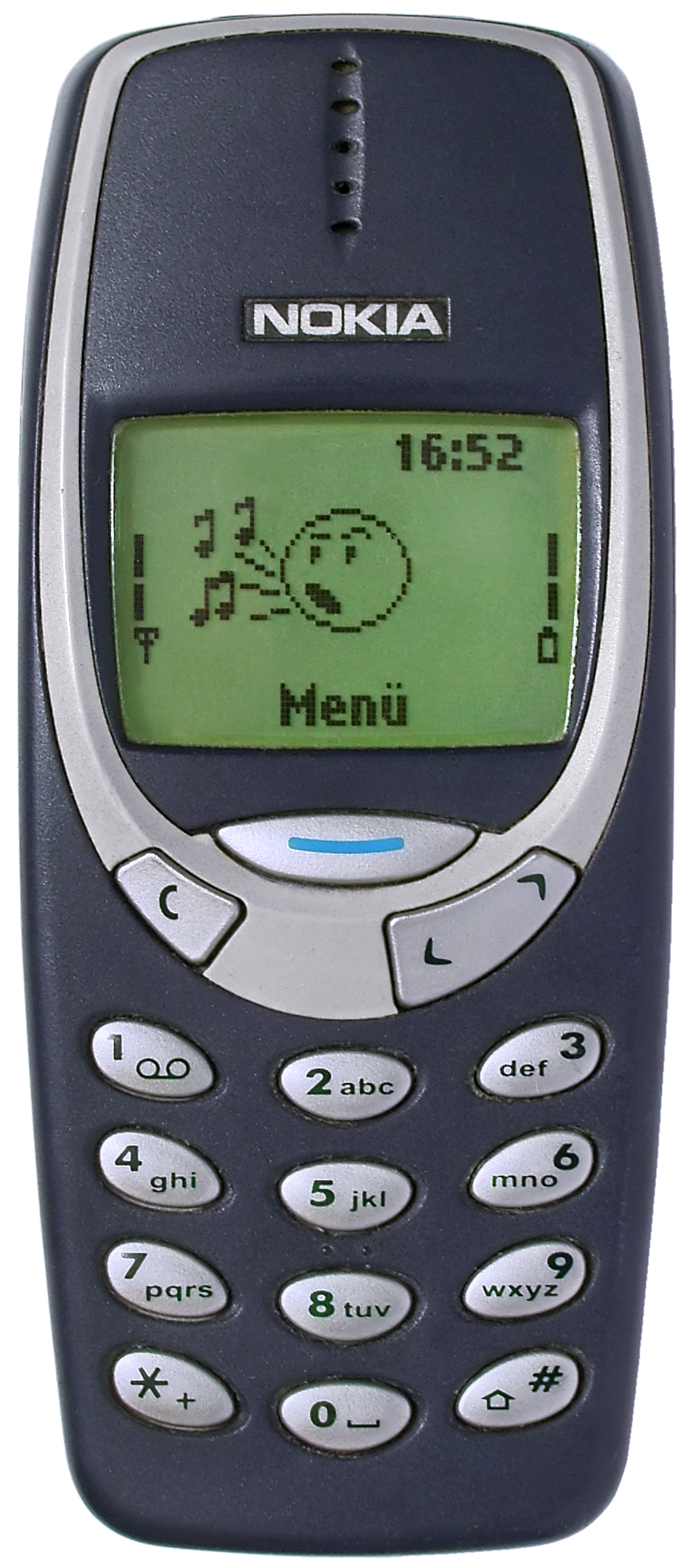
Nokia 3310 (84×48)
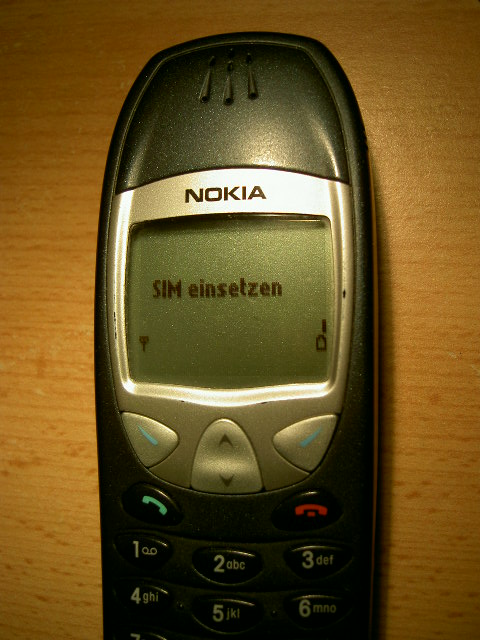
Nokia 6210 (96×60)
  - Nokia 5125 (84×48)
  - Nokia 3310 (84×48)
  - Nokia 6210 (96×60)

## Використання
Контролер має простий інтерфейс керування, а комплект дисплея і контролера є одним з найдешевших на ринку матричних РК-дисплеїв, завдяки чому комплект цей дисплей широко застосовується у наборах-радіоконструкторах для навчання радіоелектроніці, а також для різних радіоаматорських електронних пристроїв, наприклад як контрольна панель для показу значень під'єднаних давачів (температури, вологості, іншої телеметрії, тощо).

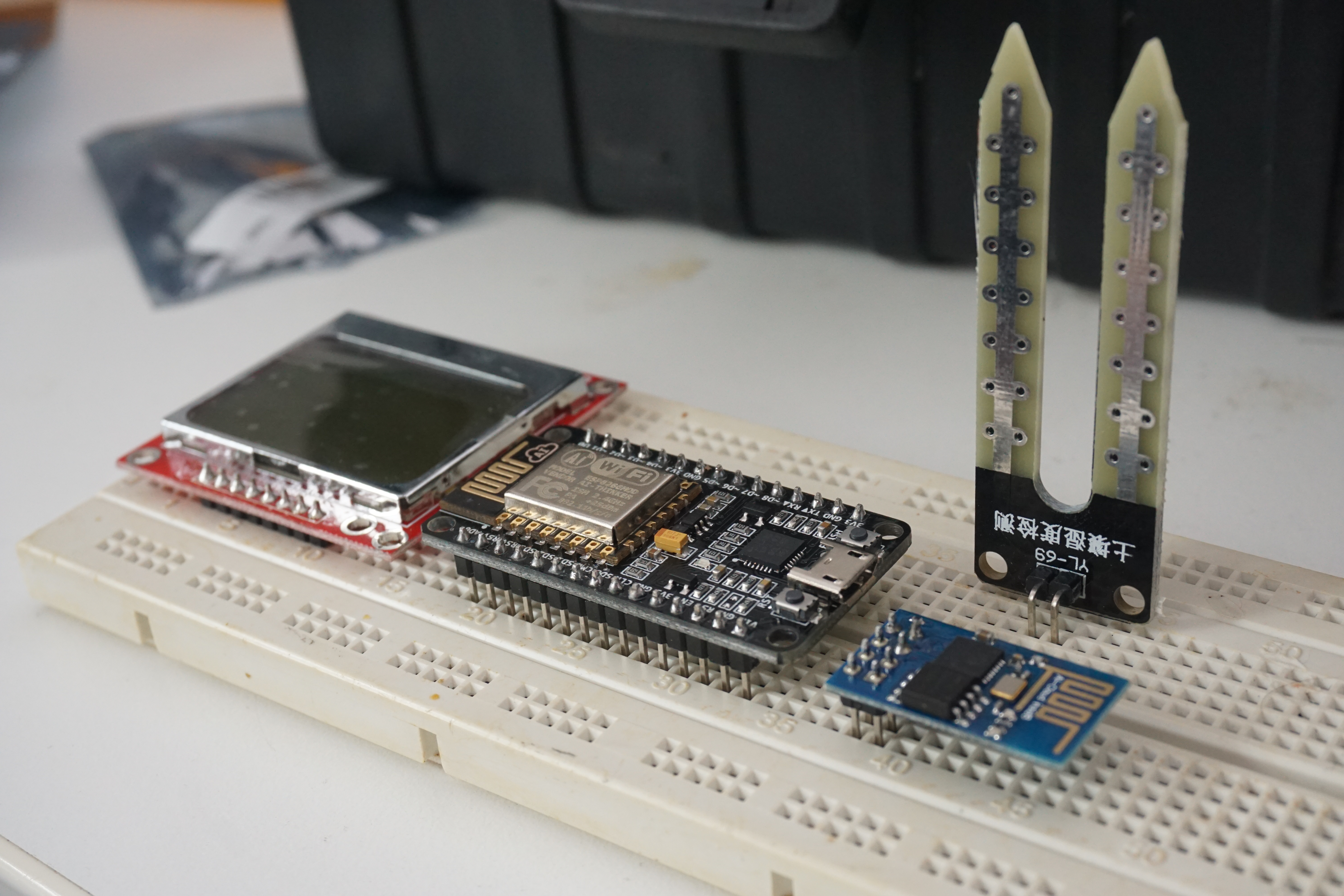
Дисплей і модулі
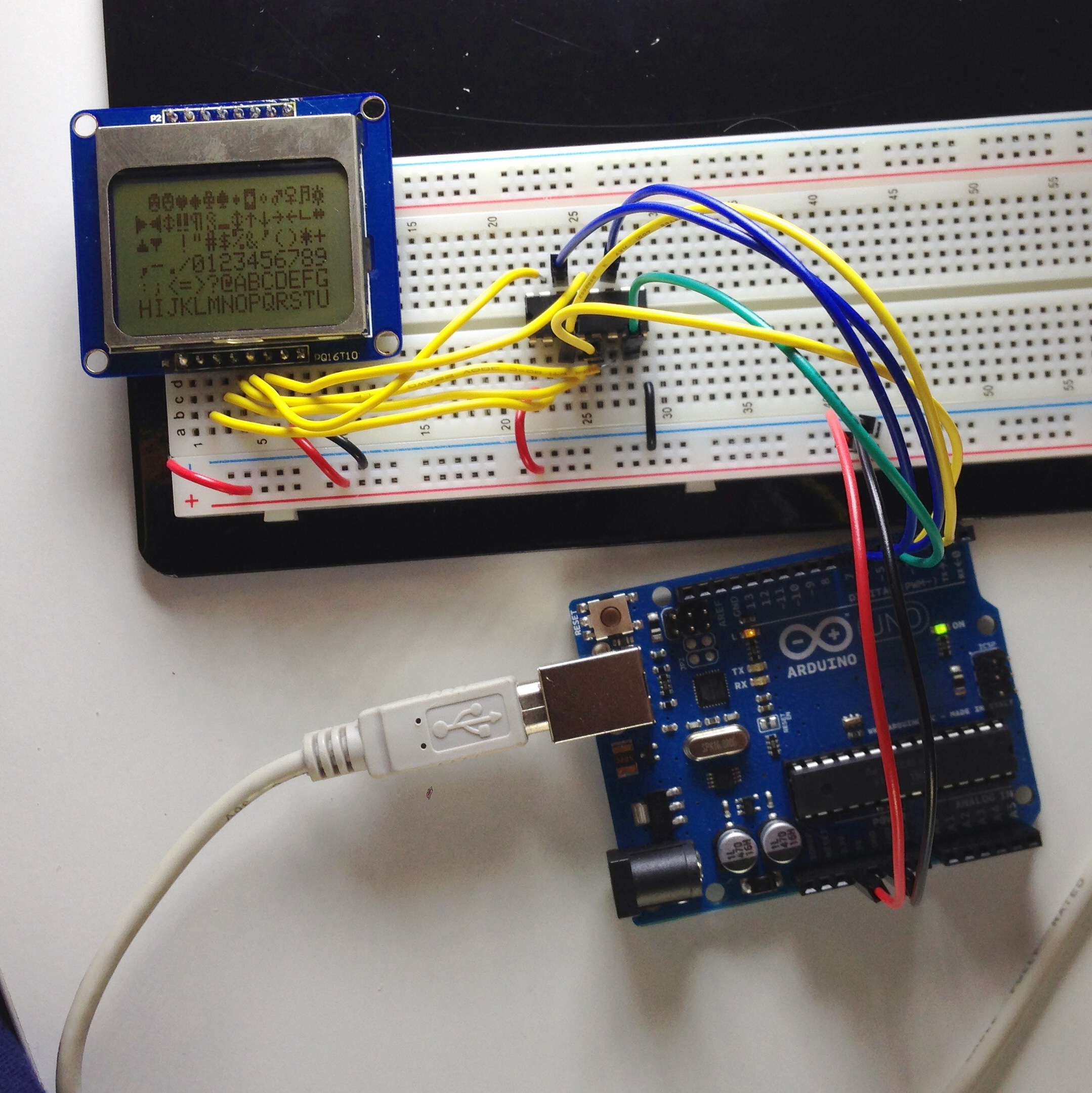
Тест на Arduino
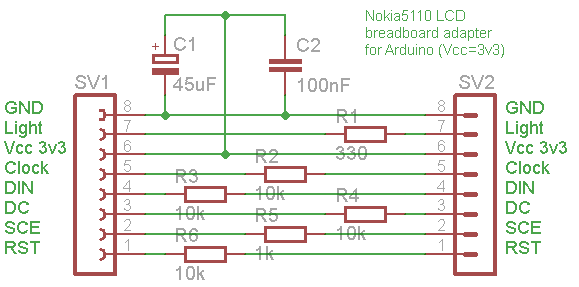
Схема підключення

Дисплей є монохромним з підтримкою текстового режиму та 1-бітної графіки, а для симуляції кольорів, кольорових градієнтів і відтінків сірого на монохромному дисплеї використовують техніку дизерингу.

Конвертація логотипу спільноти Wikimedia для PCD8544
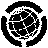

Для створення графічного інтерфейсу з блоків і примітивів створено спеціальні бібліотеки графічного інтерфейсу, зокрема для мікроконтроллерів AVR ATMega, ESP32 та STM32, плат мікроконтроллерів Arduino,  а також для мікрокомп'ютерів Raspberry Pi.

## Симулятори
Симулятори мікроелектроніки які мають у своїх бібліотеках компонентів модуль PCD8544: Proteus Design, Fritzing, Wokwi, PICSimLab, SimulIDE.

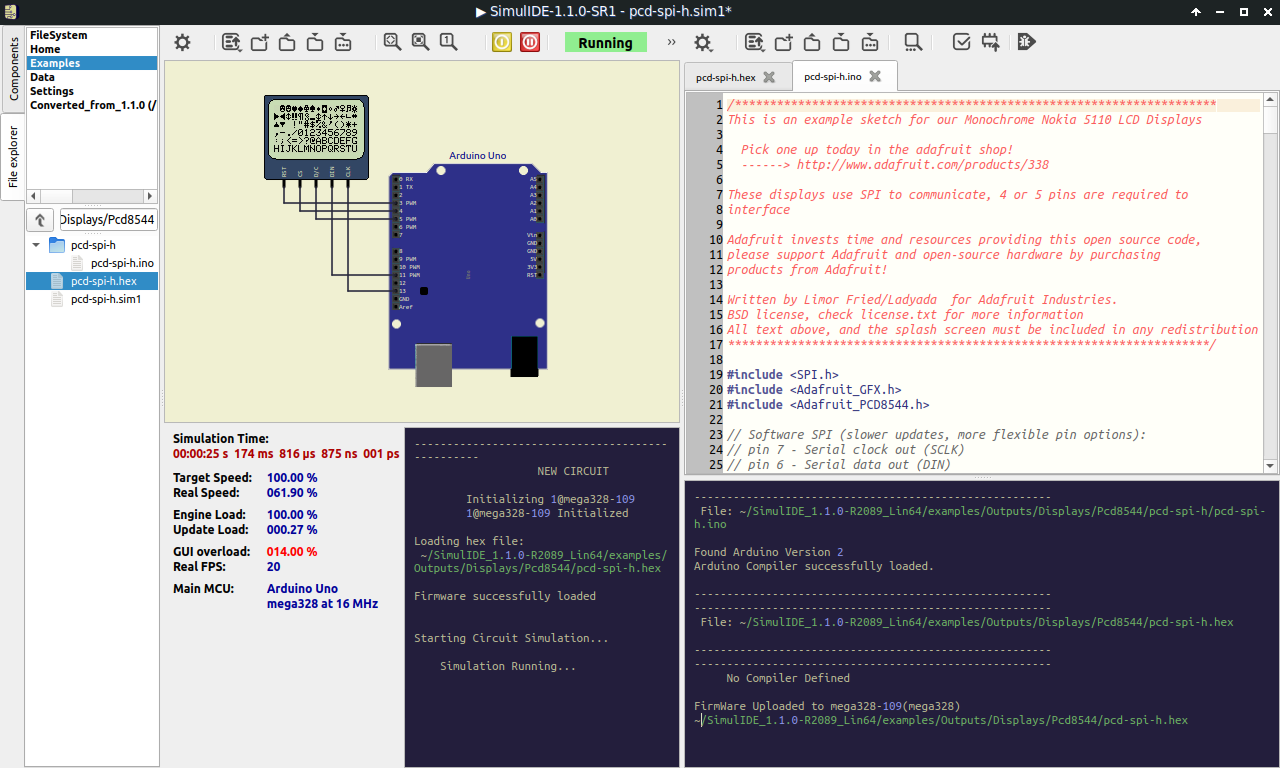
Тест Adafruit PCD8544 GFX[37] на Arduino Uno
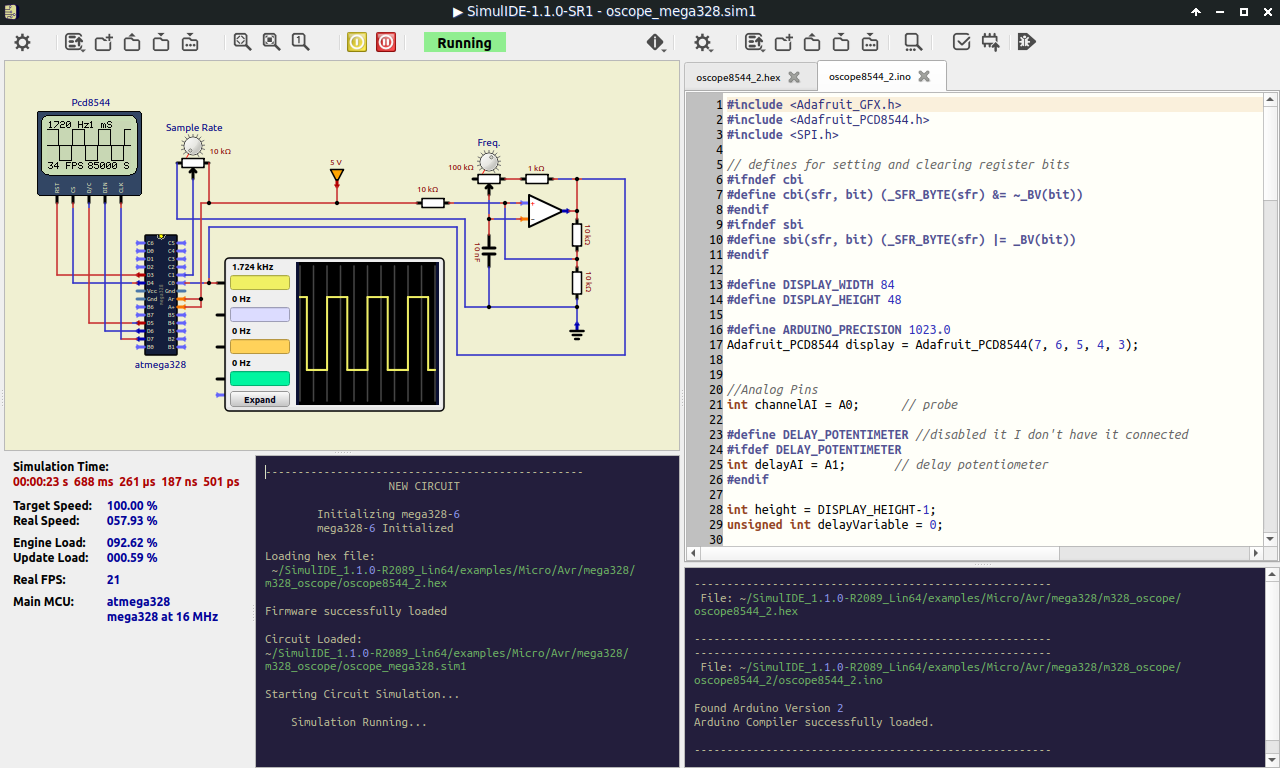
Осцилограф[39] на основі ATmega328 та PCD8544

## Інші монохромні дисплеї Nokia

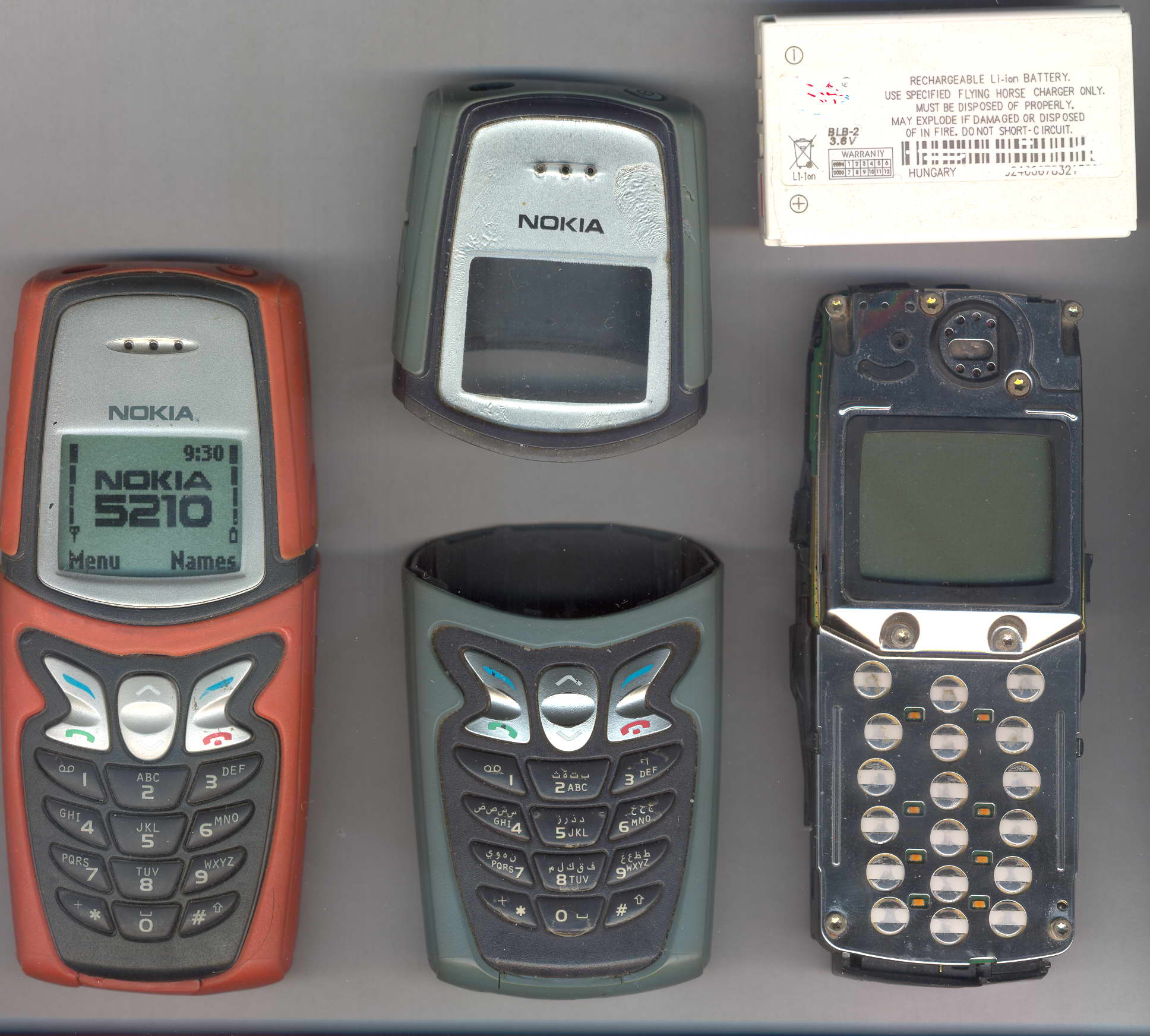
Nokia 5210

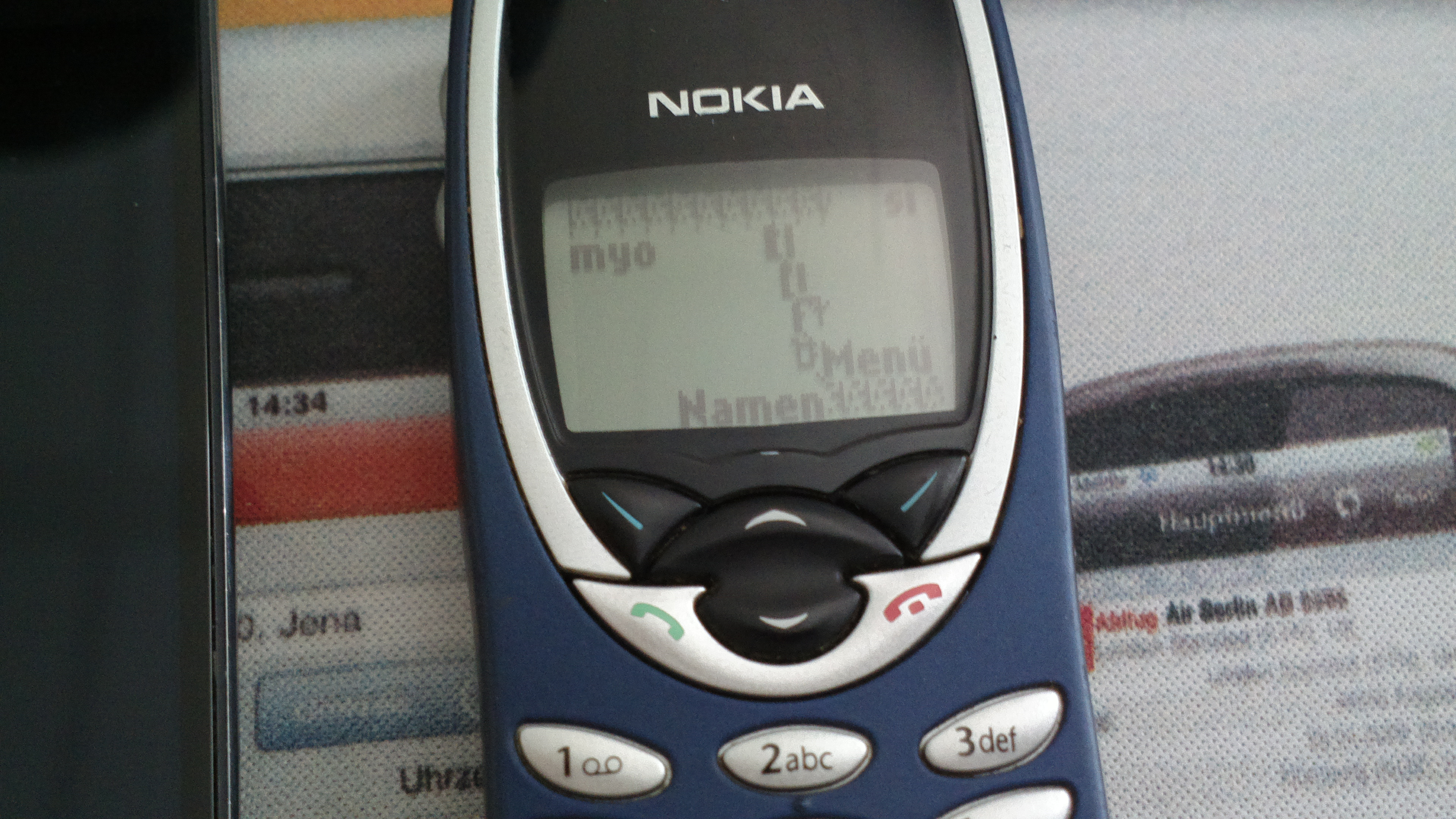
Збій виводу на дисплей у Nokia 8210

- 83×41 пікселів (з фіксованими індикаторами)
  - Nokia 3110[40][41]
- 84×48 пікселів:
  - Nokia 1220, 1221, 1260, 2260, 3360, 3390, 3395
  - Nokia 5210[42], має вбудований датчик температури батареї
  - Nokia 5510[43][44][45][46]
  - Nokia 8210
- 96×64 пікселів:
  - Nokia 1265, 1325[47]
  - Nokia 5310, 6310 з драйвером PCF8511
- 96×65 пікселів:
  - Nokia 3410 з драйвером Philips PCF8812[48] (контролер також є у дисплеях Siemens C55/A55/A52/A70)
  - Nokia 1100, 1101, 1108 з драйвером Philips PCF8814[49][50][51]
  - Nokia 1255
  - Nokia 2100
  - Nokia 2760[52][53]
  - Nokia 7110

- 96×68 пікселів:
  - Nokia 1110, 1110i, 1200, 3510 з драйвером Philips PCF8814[50][51]
  - Nokia 1202, 1203, 1280, 103 з драйвером STE2007 (анологи: HX1230[54])[55][56][57], який має режим дзеркального відображення по горизонталі[58][59]
- 640×200 пікселів:
  - Nokia 9000/9000i/9000iL/9110/9110i Communicator